# Кипячий
Кипячий — хутор в Северском районе Краснодарского края, входит в состав Черноморского городского поселения. Расположен в 2 км южнее посёлка Черноморский, и в 4,5 км южнее трассы А146 Краснодар — Новороссийск в 18 км к западу от райцентра, ближайшая железнодорожная станция — Хабль — примерно в 7 км, высота над уровнем моря 133 м. В хуторе две улицы и переулок:

## Население
| 2002 | 2010 |
| ---- | ---- |
| 60   | ↘54  |

- улица Горная
- переулок Горный,
- улица Лесная.